# À côté
Pour plus de détails, voir Fiche technique et Distribution.
À côté est un documentaire français réalisé par Stéphane Mercurio et sorti en 2008.

## Fiche technique
- Titre : À côté
- Réalisation : Stéphane Mercurio
- Scénario : Stéphane Mercurio et Anna Zisman
- Photographie : Stéphane Mercurio
- Son : Patrick Genet
- Montage : Françoise Bernard
- Musique : Hervé Birolini
- Production : Iskra - Mille et Une Films - Forum des images
- Pays  :  France
- Genre : documentaire
- Durée : 92 minutes
- Date de sortie : France - 29 octobre 2008

## Distinctions
- Prix du film français et prix du public documentaire au Festival du film de Belfort - Entrevues 2007[1]
- Prix du festival Images de la justice (Rennes) 2008
- Prix Docs lycéens au Festival international de films de femmes de Créteil 2008